# MacOS Server
macOS Server (voorheen OS X Server) is een softwarepakket dat server- en beheersoftware toevoegt aan macOS. Het is de voortzetting van Mac OS X Server, dat een apart serverbesturingssysteem was van Apple gebaseerd op Mac OS X. De gebruikersinterface van het besturingssysteem Mac OS X Server was Aqua.
Vanaf OS X 10.7 (Lion) werden Mac OS X en Mac OS X Server samengevoegd en hernoemd tot OS X. Hierna werd OS X Server niet langer meer als een aparte OS X-versie verkocht, maar als via de Mac App Store downloadbaar softwarepakket met specifieke serverfuncties, genaamd OS X Server. Met de hernoeming van OS X naar macOS werd ook het pakket OS X Server hernoemd naar macOS Server.
De hulpmiddelen in macOS Server vereenvoudigen toegang tot belangrijke netwerkservices, zoals een e-mail, AFP en SMB, LDAP, en een DNS-server. Ook zijn in latere versies extra services en hulpmiddelen toegevoegd zoals een web server, wikiserver, chatserver, kalenderserver en meer.

## Overzicht
Mac OS X Server was voorzien als het besturingssysteem voor Xserve-computers, de rackgemonteerde servercomputers ontworpen door Apple. Het was ook optioneel geïnstalleerd op de Mac Mini en Mac Pro, en het werd apart verkocht voor gebruik op elke Macintosh-computer die aan de minimum systeemeisen voldeed.
macOS Server is gebaseerd op een open source basis genaamd Darwin en gebruikt open standaarden en protocollen. Het bevat services en applicaties voor bestandsdeling, contactdeling, kalenderdeling, versturen van meldingen, videoconferentie, versturen en ontvangen van e-mail, bijdragen aan wiki's, publiceren van bedrijfsblogs, produceren van podcasts en het opzetten van websites.

## Versiegeschiedenis
| Versie                                   | Datum             | Opmerkingen |
| ---------------------------------------- | ----------------- | --- |
| Mac OS X Server 1.0 codenaam: Rhapsody   | 16 maart 1999     | Apple File services, Macintosh Manager, QuickTime Streaming Server, WebObjects en NetBoot.                       |
| Mac OS X Server 10.0 Cheetah Server      | 21 mei 2001       | Aqua-interface, Apache, PHP, MySQL, Tomcat, WebDAV, MacIntosh manager en NetBoot.                                |
| Mac OS X Server 10.1 Puma Server         | 25 september 2001 | - |
| Mac OS X Server 10.2 Jaguar Server       | 23 augustus 2002  | Open Directory, werkgroep beheer, veel voorkomende netwerkservices zoals NTP, SNMP, web, mail, LDAP, print.      |
| Mac OS X Server 10.3 Panther Server      | 24 oktober 2003   | Veel verbeteringen ten opzichte van 10.2.                                                                        |
| Mac OS X Server 10.4 Tiger Server        | 29 april 2005     | Ondersteuning voor 64-bits, Access Control lijsten, Xgrid, e-mail spam filtering, virus detectie, iChat server.  |
| Mac OS X Server 10.5 Leopard Server      | 26 oktober 2007   | Vereenvoudigde installatie, Podcast Producer, Wiki server, iCal server, Spotlight server, RADIUS server.         |
| Mac OS X Server 10.6 Snow Leopard Server | 28 augustus 2009  | Volledig 64-bits, iCal server 2, Adresboek server, Wiki server 2, nieuwe mail server engine, Podcast Producer 2. |
| Mac OS X Server 10.7 Lion Server         | 20 juli 2011      | Nieuwe versies iCal Server, Wiki Server, en Mail Server. Beheer van mobiele iOS apparaten.                       |
| OS X Server 10.8 Mountain Lion Server    | 25 juli 2012      | Vanaf nu downloadbaar.                                                                                           |
| OS X Server 10.9 Mavericks Server        | 22 oktober 2013   | idem. |
| OS X 10.10 (Yosemite Server 4.0)         | 16 oktober 2014   | |
| OS X 10.11 (Server 5.0)                  | 16 september 2015 | |
| OS X 10.11 (Server 5.1)                  | 21 maart 2016     | |
| macOS 10.12 (Server 5.2)                 | 20 september 2016 | |
| macOS 10.12 (Server 5.3)                 | 17 maart 2017     | |
| macOS 10.12 (Server 5.4)                 | 25 september 2017 | |
| macOS 10.12 (Server 5.5)                 | 23 januari 2018   | |
| macOS 10.12 (Server 5.6)                 | 24 april 2018     | |
| macOS 10.12 (Server 5.7)                 | 28 september 2018 | |
| macOS 10.12 (Server 5.8)                 | 25 maart 2019     | |
| macOS 10.12 (Server 5.9)                 | 8 oktober 2019    | |
| macOS 10.12 (Server 5.10)                | 1 april 2020      | |

## Servervoorzieningen
macOS Server komt met een aantal programma's en voorzieningen:
- Server-programma, Xsan Admin
- Caching, Agenda, Contacten, Bestandsdeling, Mail, Berichten, Profielbeheer, Time Machine, VPN, Websites, Wiki, Xcode

Daarnaast zijn er geavanceerde voorzieningen:
- DHCP, DNS, FTP, NetInstall, Open Directory, Software-update, Xsan

## Systeemeisen
| Versie                           | Processor                                                      | Geheugen | Schijfruimte |
| -------------------------------- | -------------------------------------------------------------- | -------- | ------------ |
| Mac OS X Server 10.4             | Intel, PowerPC G5, PowerPC G4, of PowerPC G3 processor         | 512 MB   | 10 GB        |
| Mac OS X Server 10.5             | Intel, PowerPC G5, of PowerPC G4 (867MHz of sneller) processor | 1 GB     | 20 GB        |
| Mac OS X Server 10.6             | Intel processor (MacBook / MacBook Pro niet aanbevolen)        | 2 GB     | 10 GB        |
| Mac OS X Server 10.7             | x86-64 gebaseerde Macintosh computer                           | 2 GB     | 7 GB         |
| OS X Server 10.8                 | Intel processor (MacBook / MacBook Pro niet aanbevolen)        | 2 GB     | 10 GB        |
| OS X Server 10.9                 | Intel processor (MacBook / MacBook Pro niet aanbevolen)        | 2 GB     | 10 GB        |
| OS X 10.10 (Yosemite Server 4.0) | Intel processor                                                |          |              |
| macOS 10.11 (Server 5.0)         | Intel processor                                                |          |              |
| macOS 10.11 (Server 5.1)         | Intel processor                                                |          |              |
| macOS 10.12 (Server 5.2)         | Intel processor                                                |          |              |
| macOS 10.12 (Server 5.3)         | Intel processor                                                |          |              |